# Jawad El Yamiq

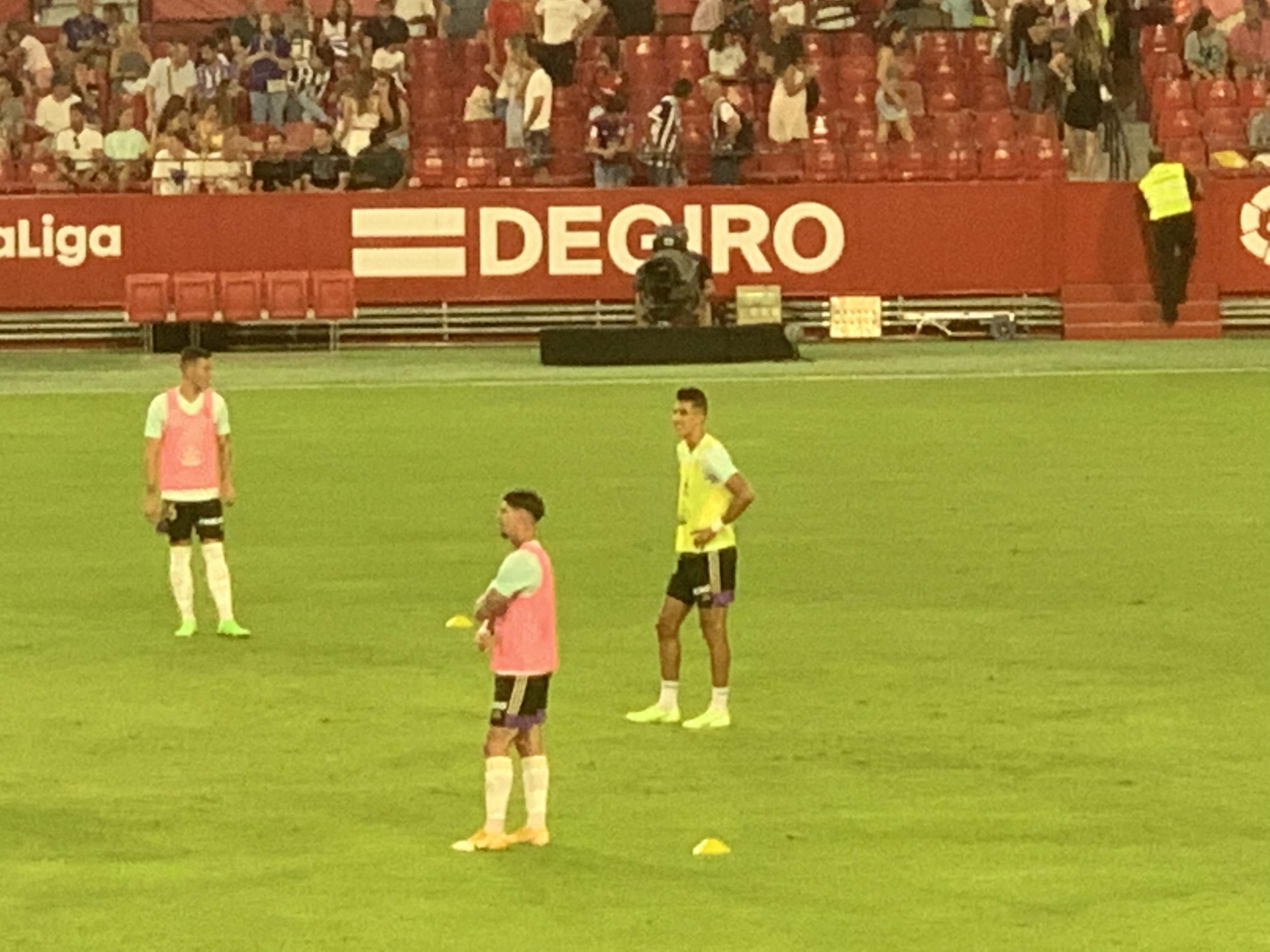
El Yamiq (phải) khởi động trước trận Sevilla-Valladoroid tháng 8/2022.

Jawad El Yamiq (tiếng Ả Rập: جواد الياميق; sinh ngày 29 tháng 2 năm 1992) là một cầu thủ bóng đá chuyên nghiệp người Maroc hiện thi đấu ở vị trí trung vệ cho câu lạc bộ Real Valladolid và đội tuyển quốc gia Maroc.

## Thống kê sự nghiệp
Bàn thắng và kết quả của Maroc được để trước.
| # | Ngày                 | Địa điểm                                            | Đối thủ | Bàn thắng | kết quả | Giải đấu                                        |
| - | -------------------- | --------------------------------------------------- | ------- | --------- | ------- | ----------------------------------------------- |
| 1 | 18 tháng 8 năm 2017  | Sân vận động Hoàng tử Moulay Abdellah, Rabat, Maroc | Ai Cập  | 1–0       | 3–1     | 2018 African Nations Championship qualification |
| 2 | 11 tháng 10 năm 2019 | Sân vận động Honneur, Oujda, Maroc                  | Libya   | 1–0       | 1–1     | Giao hữu                                        |
| 3 | 8 tháng 6 năm 2021   | Sân vận động Hoàng tử Moulay Abdellah, Rabat, Maroc | Ghana   | 1–0       | 1-0     | Giao hữu                                        |